# BM-24T

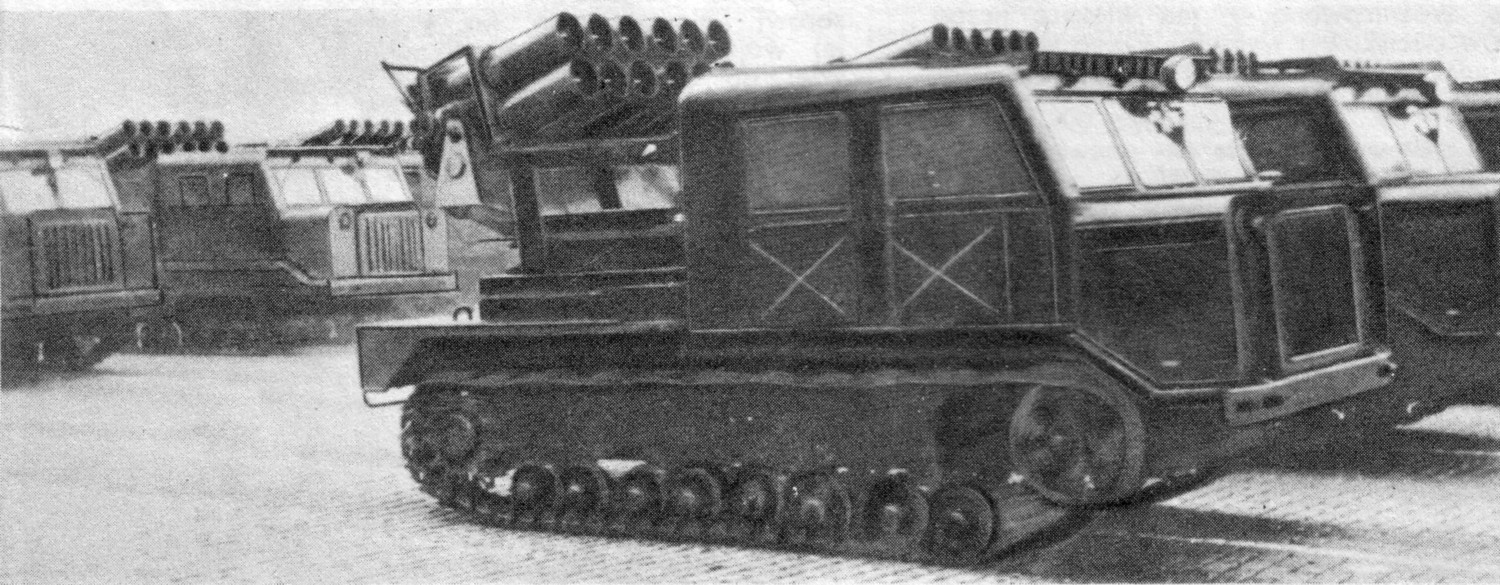
BM-24T podczas defilady

BM-24T – sowiecka wyrzutnia pocisków rakietowych na podwoziu ciągnika artyleryjskiego ATS pochodząca z lat 50. XX wieku (ujawnione w 1957 roku). BM-24T miała dwanaście rurowych prowadnic o długości 1,4 metra. Z prowadnic odpalane były pociski burzące M-24, burzące dalekonośne UD i chemiczne MS-24 kalibru 240 mm. Odpalenie pełnej salwy 12 pocisków zajmowało 7 sekund.

## Dano taktyczno-techniczne wyrzutni
- Kaliber: 240 mm
- Liczba prowadnic: 12
- Masa: 16,1 t
- Długość: 5,97 m
- Szerokość: 2,44 m
- Wysokość: 3,00 m
- Moc silnika: 202 kW
- Zasięg: 300 km
- Prędkość maksymalna 35 km/h
- Załoga: 6 osób